# グリーンフィールド郡区 (アイオワ州カルフーン郡)
グリーンフィールド郡区 (Greenfield Township) は、アメリカ合衆国アイオワ州カルフーン郡にある16の郡区の一つである。2000年の国勢調査で、人口は275人だった。

## 地理
グリーンフィールド郡区は95.8平方キロメートル（36.98平方マイル)で、ニリムが含まれる。